# Бакэу (жудец)

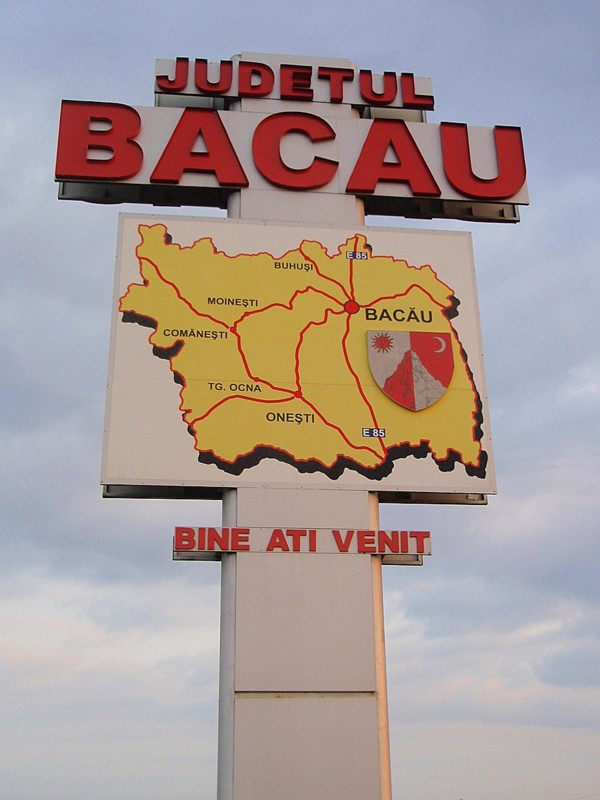

Жуде́ц Бакэ́у (рум. Judeţul Bacău) — румынский жудец в регионе Западная Молдавия.

## География
Жудец занимает площадь в 6621 км².
Граничит с жудецами Васлуй — на востоке, Харгита и Ковасна — на западе, Нямц на севере и Вранча — на юге.

## Население
В 2007 году население жудеца составляло 719 844 человека (в том числе мужское население — 356 547 и женское — 363 297 человек), плотность населения — 108,72 чел./км².

### Динамика населения
| Год  | Население |
| ---- | --------- |
| 1930 | 375 035   |
| 1948 | 414 996   |
| 1956 | 507 937   |
| 1966 | 598 321   |
| 1977 | 667 791   |
| 1992 | 737 512   |
| 2002 | 706 623   |
| 2011 | 583 588   |

### Национальный состав
По состоянию на 2002 год:
| Народ         | Численность | %     |
| ------------- | ----------- | ----- |
| Румыны        | 688 719     | 97,46 |
| Цыгане        | 11 839      | 1,67  |
| Венгры        | 4 317       | 0,61  |
| Чангоши       | 796         | 0,11  |
| Другие народы | 952         | 0,15  |

## Административное деление
В жудеце находятся 3 муниципия, 5 городов и 85 коммун.

### Муниципии
- Бакэу (Bacău)
- Онешти (Oneşti)
- Мойнешти (Moineşti)

### Города
- Комэнешти (Comăneşti)
- Бухуши (Buhuşi)
- Дэрмэнешти (Dărmăneşti)
- Тыргу-Окна (Târgu Ocna)
- Слэник-Молдова (Slănic Moldova)

### Коммуны
| - - Агэш - Ардеоани - Асэу - Балкани - Берешти-Бистрица - Берешти-Тазлэу - Берзунци - Блэгешти - Богдэнешти - Брустуроаса - Бухоч - Бучуми - Бырсэнешти - Валя-Сякэ | - - Вултурени - Гимеш-Фэджет - Глэвэнешти - Гура-Вэий - Гьосени - Гырлени - Гэйчана - Дофтяна - Дэрмэнешть - Дялу-Морий - Земеш - Извору-Берхечулуй - Итешти - Кашин | - - Клежа - Колонешти - Корбаска - Коцофэнешти - Кэюци - Летя-Веке - Ливези - Липова - Луизи-Кэлугэра - Мотошени - Мэгирешти - Мэгура - Мэнэстиря-Кашин - Мэргинени | - - Негри - Николае Бэлческу - Одобешти - Ойтуз - Ончешти - Орбени - Паланка - Парава - Паринча - Плопана - Поду-Туркулуй - Подури - Прэжешти - Пынчешти | - - Пыргэрешти - Пыржол - Ракова - Рошиори - Рэкитоаса - Рэкэчуни - Саскут - Секуени - Скорцеени - Солонц - Стэнишешти - Стругари - Сэндулени - Сэрата | - - Сэучешти - Тамаши - Траян - Тыргу-Тротуш - Тэтэрешти - Унгурени - Урекешти - Фараоани - Филипени - Филипешти - Хеледжу - Хемеюш - Хоргешти - Хуруешти - Штефан-чел-Маре |

## Экономика
Регион является одним из наиболее промышленно развитых в стране.
Действуют предприятия химической и нефтеперерабатывающей, пищевой и текстильной промышленности. В Онешти и Дэрмэнешти расположены нефтеперерабатывающие предприятия.

## Известные уроженцы
- Нарчис Юстин Янэу (рум. Narcis Iustin Ianău), молодой контратенор, победил в румынском конкурсе талантов.
- Розетти, Раду – румынский военачальник, историк, министр.

## Палеогенетика
У образца GLAV_14 из Глевенешти (Glavanesti-Vechi), датированного возрастом 3500—3000 лет до н. э., определена Y-хромосомная гаплогруппа R1a-Z93* (Z94-). У образца 488/I11911 из Glăvăneşti (Grave 1(49), зуб M11, 5450—3050 л. н.) определена Y-хромосомная гаплогруппа R1a-Z93 (М746+; Z2121- (in terms of phylogeny equal to Z2124)) и митохондриальная гаплогруппа U2e1h.